# Peter Murtagh
Peter Murtagh (* 1953 in Dublin) ist ein irischer Journalist und Schachbuchautor.
In den frühen 1980er-Jahren war Murtagh Korrespondent für Sicherheitswesen bei der Irish Times. Anschließend war er bis 1985 bei der Sunday Times in London beschäftigt. Danach war er beim Guardian Reporter, dann stellvertretender Leiter des Ressorts Ausland und schließlich für die Nachrichtenredaktion verantwortlich. 1994 kehrte er nach Irland zurück und wurde Herausgeber der Sunday Tribune. 1996 wurde er wieder Mitarbeiter der Irish Times.
1983 wurde ihm der Preis Award for Outstanding Work in Journalism in Ireland verliehen; 1986 wurde er zum Reporter of The Year in the United Kingdom gekürt.